# Vado Ancho (kommun)
Vado Ancho är en kommun i Honduras.   Den ligger i departementet El Paraíso, i den södra delen av landet, 50 km sydost om huvudstaden Tegucigalpa. Antalet invånare är 3 596. Arean är 85 kvadratkilometer.
Terrängen i Vado Ancho är lite bergig.